# Georg Saatzer

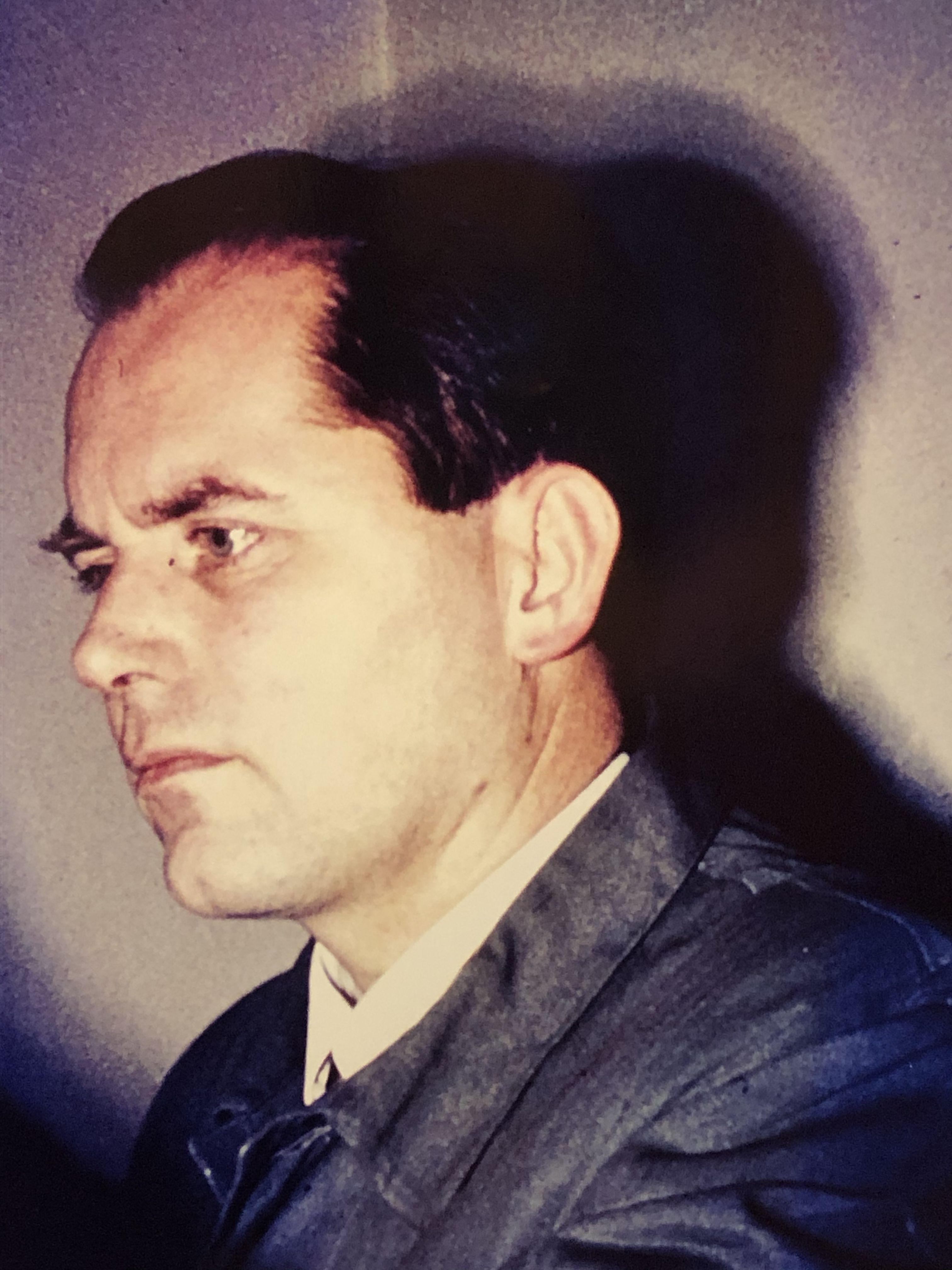
Georg Saatzer, Portraitfoto um 1965

Georg Saatzer (* 20. August 1926 in Wien; † 5. Dezember 2004 in Achau, Niederösterreich) war ein österreichischer Maler und Grafiker.

## Leben und Werk
Georg Saatzer wuchs in Eisenstadt und Wien auf. Sein Vater war Richter. Nach Abschluss auf dem Gymnasium Fichtnergasse studierte er von 1944 bis 1950 an der Wiener Akademie der bildenden Künste bei Christian Ludwig Martin und Sergius Pauser und schloss als akademischer Maler ab. 1956 bildete er sich in der Salzburger Sommerakademie in der „Schule des Sehens“ bei Oskar Kokoschka weiter.
Von 1950 bis 1961 war er Mitglied der „Gemeinschaft bildender Künstler“. Ab 1961 war er Mitglied des Wiener Künstlerhauses. Von 1949 bis 1985 unterrichtete er als Lehrer für Bildnerische Erziehung und Werkerziehung am GRG 12 Rosasgasse und wohnte in Hietzing (Wiener Bezirksteil).
Saatzer arbeitete gern nach der Natur. Viele seiner Motive fand er auf Spaziergängen und hielt sie mit Bleistift oder Aquarellfarben in Skizzenblöcken fest. Als Bildthemen wählte er gern historische Bauwerke, Stadtansichten und Landschaften. In Wien, aber auch auf Reisen durch Österreich sowie durch Norditalien und das Tessin, fand er seine Motive. Viele seiner Werke haben durch ihre Naturtreue neben dem künstlerischen auch einen dokumentarischen Wert, da viele der von ihm dargestellten Gebäude später stark verändert oder abgerissen wurden. Dieser dokumentarische Wert war mitbestimmend für zahlreiche Bilderankäufe durch Museen.
Außerdem galt sein künstlerisches Interesse von Anfang an der Darstellung von Tieren. Er besuchte sie oft im Tiergarten Schönbrunn, im Lainzer Tiergarten oder auf Bauernhöfen um sie nach der Natur zu zeichnen. Er war auch als Illustrator von Kinder- und Jugendbüchern sowie als Portraitmaler tätig.
Seine künstlerischen Techniken waren Ölbild, Aquarell, Federzeichnung, Linolschnitt, Radierung und Lithographie.
1996 wurde er mit dem „Goldenen Lorbeer“ des Wiener Künstlerhauses ausgezeichnet.
Ankäufe von Arbeiten erfolgten durch das Bundesministerium für Unterricht und Kunst, das Kulturamt der Stadt Wien, das Niederösterreichische Landesmuseum, das Bezirksmuseum Wien 14, das Kulturamt St. Pölten und das Heimatmuseum Gars-Thunau sowie durch private Käufer.
Er starb in Achau, Niederösterreich, und wurde auf dem Südwestfriedhof (Wien) bestattet. Auch nach seinem Tod fanden weiterhin Ausstellungen seiner Werke statt.

## Ausstellungen

### Gemeinschaftsausstellungen
- 1953: 17. Kunstausstellung der N.Ö. Landesregierung in Amstetten
- Mehrere Gemeinschaftsausstellungen im Künstlerhaus Wien
- 1980/1981: Wanderausstellung „Hommage à Maria Theresia“, veranstaltet von der Galerie Peithner-Lichtenfels
- 1991: „Das Tier in der bildenden Kunst“ im Anton Hanak-Museum Langenzersdorf
- 1999: „Wien und Kunst.“ Freigut Thallern

### Einzelausstellungen
- 1975: Stadtbücherei St. Pölten
- 1977: Volkshochschule Favoriten
- 1981: Ausstellung im Amtshaus Wien 13
- 1987: Tierbilder. Kinogalerie Künstlerhaus
- 1990: Landschaften in Aquarell und Tempera, Kinogalerie Künstlerhaus
- 1997: „Landschaften und Tiere“ im Bezirksmuseum Penzing
- 1999: „Bilder und Zeichnungen von Georg Saatzer“ im Hanak-Charoux-Heimat-Museum Langenzersdorf
- 2001: Sonderausstellung Prof. Georg Saatzer, Bezirksmuseum Hietzing
- 2003: „Penzing und seine Umgebung.“ Bezirksmuseum Penzing.
- 2004: „Hietzinger Impressionen.“ Motive aus dem 13. Bezirk und Schönbrunn. Tiere aus dem Schönbrunner Tiergarten. Bezirksmuseum Hietzing
- 2004: Museum Laxenburg
- 2006: „Perchtoldsdorfer Ansichten und Schönbrunner Tierleben“, Kulturzentrum Perchtoldsdorf, Beatrixgasse
- 2007: „Bilder aus Österreich“, Gedenkausstellung, Bezirksmuseum Hietzing
- 2015: „Landschaften und Tiere“, Rüstkammer der Burg Perchtoldsdorf
- 2016: Bezirksmuseum Hietzing
- 2018: Bezirksmuseum Penzing
- 2018: Café Mühle in Perchtoldsdorf
- 2019: „Impressionen aus Perchtoldsdorf und Umgebung“. Café Mühle im Perchtoldsdorf
- 2021: „Impressionen aus dem 13. Bezirk“, Bezirksmuseum Hietzing
- 2021: „Veduten aus Mödling und Umgebung.“ Museum Mödling.

## Publikation
- Herbert Klein (Hrsg.): Mach mit! Handbuch schöpferischer Betätigung. Forum Verlag, Wien 1967, Das Tier, S. 73–85 (Anleitung zum Zeichnen von Tieren).

## Illustrationen
- Rudyard Kipling: Mogli, das Kind des Dschungels. Österreichischer Bundesverlag, Wien 1955, DNB 452412315.
- Franziska Schwab: Drei auf eiserner Spur: Ein Eisenbahnbuch für die Jugend. Jugend und Volk, Wien 1956, DNB 454529538.
- Gisela Kandler, Johann Mayer (Hrsg.): Drei auf eiserner Spur: Ein Eisenbahnbuch für die Jugend. Hölder-Pichler-Tempsky, Wien 1960, DNB 452164702.
- Hans Mayer, Heinz Obendorfer (Hrsg.): Macht die Augen auf! Hölder-Pichler-Tempsky / Österreichischer Bundesverlag, Wien 1962, DNB 453274080.
- Karl Harrer (Hrsg.): Ein Kontinent mit vielen Gesichtern: Nordamerika, Südamerika. Hölder-Pichler-Tempsky / Österreichischer Bundesverlag, Wien 1965, DNB 453274080.

## Trivia
Georg Saatzer hat einen Cameoauftritt als „Zeichenlehrer“ in dem Roman von Christian Locker Setzen! Nicht genügend! (erschienen 2015) auf Seite 43–45.
Der Nachlass Georg Saatzers wird von seiner Tochter Margarete Platt verwaltet.